# بک‌لش (۲۰۲۵)
رویداد بک‌لش ۲۰۲۵ که با نام بک‌لش: سنت‌ لوئیس (به انگلیسی: WWE BackLash: St. Louis) نیز تبلیغ می‌شود، یک رویداد کشتی حرفه‌ای است که توسط پروموشن آمریکایی دبلیودبلیوئی تولید می‌شود. این رویداد، بیستمین رویداد بک‌لش است که در روز شنبه ۱۰ مه ۲۰۲۵ در سنت‌ لوئیس، میزوری برگزار شد. این رویداد شامل کشتی‌گیران برند راو و اسمک‌داون است. این رویداد حول انتقام و تسویه حساب‌های نهایی از مسابقات رسلمنیا ۴۱ است.
این رویداد با حضور جان سینا برگزار شد که نخستین حضور او در بک‌لش از سال ۲۰۰۹ بوده و هم‌چنین با توجه به تور بازنشستگی او که در پایان سال ۲۰۲۵ خاتمه می‌یابد، آخرین حضور او در رویداد بک‌لش نیز بود.

## پس زمینه

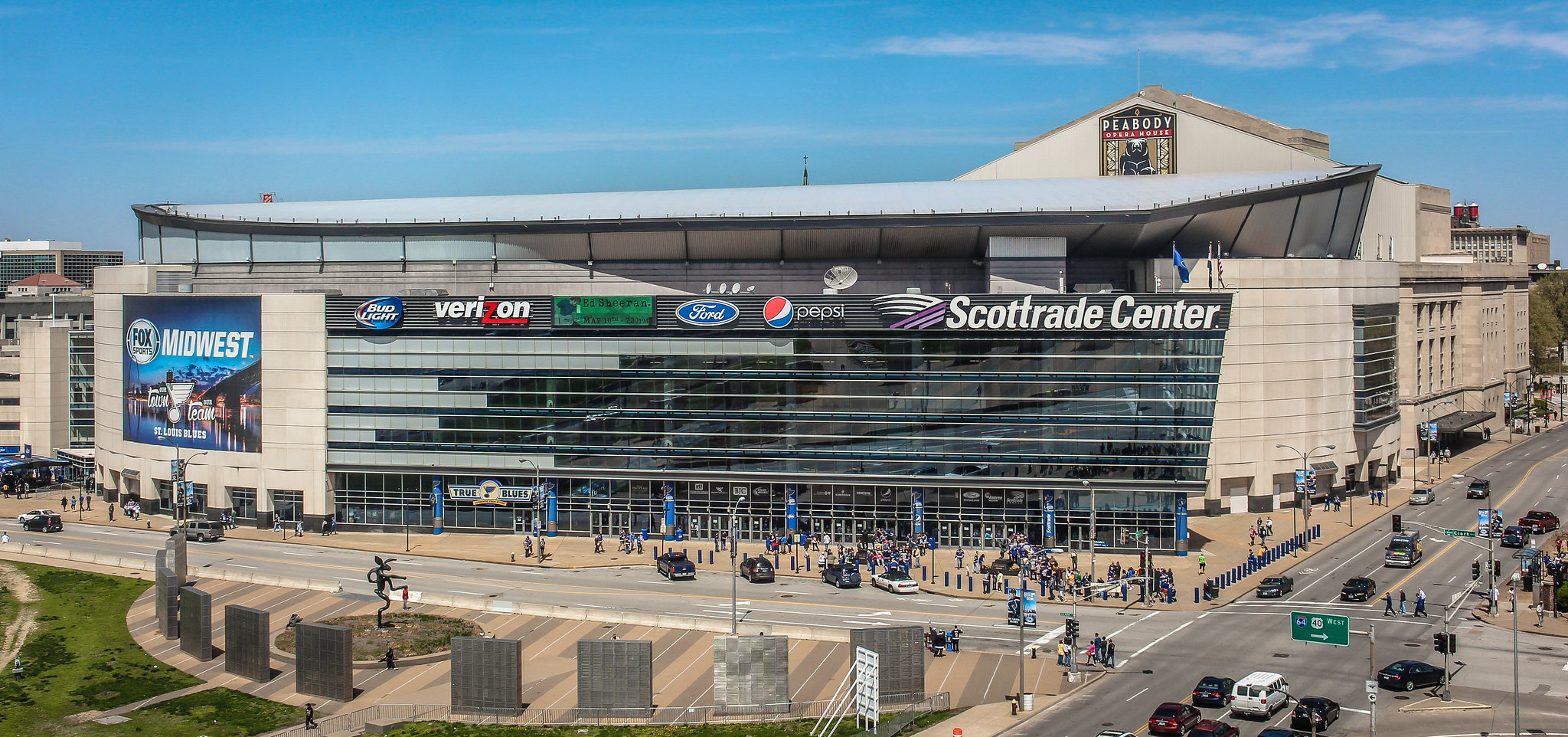
بک‌‌لش امسال در اینترپرایز سنتر در سنت لوئیس، میزوری برگزار خواهد شد.

بک‌لش، یک پی‌پرویوی کشتی حرفه‌ای تولید شده توسط دبلیودبلیوئی بوده که اولین دوره آن در سال ۱۹۹۹ برگزار شد. بک‌لش تا سال ۲۰۰۹ به طور سالیانه برگزار می‌شد تا اینکه برگزاری آن متوقف شد اما مجددا از سال ۲۰۱۶ بدین‌سو، همه ساله برگزار می‌شود (به استثنای سال ۲۰۱۹). این رویداد به طور سنتی حول انتقام نتایج رویداد رسلمنیا که پیش از این رویداد برگزار می‌شود، است.
در ۱۴ مارس ۲۰۲۵، دبلیودبلیوئی اعلام کرد که بیستمین رویداد بک‌لش در ۱۰ مه ۲۰۲۵ و در شهر سنت لوئيس برگزار خواهد شد. این رویداد به طور زنده از طریق پیکاک در ایالات متحده و نتفلیکس در اکثر نقاط جهان پخش خواهد شد.

### داستان‌ها
همانند سایر رویدادهای کشتی حرفه‌ای، داستان‌ها از پیش تعیین شده بوده و خطوط داستانی در شوهای هفتگی راو و اسمک‌داون جریان داشته و در پایان منتهی به یک مسابقه در پی‌پرویو می‌شوند.
در مسابقه پایانی شب دوم رسلمنیا ۴۱، جان سینا با شکست دادن کودی رودز، قهرمان بی چون و چرای دبلیودبلیوئی شد و رکورد بیش‌ترین تعداد قهرمانی جهان را شکست و برای بار هفدهم، قهرمان جهان شد. فردای آن روز و در شوی راو پس از رسلمنیا، سینا که خوشحال از نتیجه مسابقه بود، توسط رقیب دیرینه خودش، رندی اورتن آرکی‌او خورد. در اسمک‌داون همان هفته، هنگامیکه سینا می‌خواست پروموی دیگری اجرا کند، اورتن حرفش را قطع کرد و سعی کرد تا سینا که حالا شخصیتی منفی شده است را قانع کند. پس از تبادل کلمات، اورتن، سینا را به یک مسابقه بر سر کمربند قهرمانی در همان شب دعوت کرد؛ اما سینا این درخواست را رد کرد و گفت این مسابقه باید در زادگاه اورتن، سنت لوئیس، برگزار شود. متعاقبا به صورت رسمی این مسابقه ثبت شد.
پیش از شب اول رسلمنیا ۴۱، بیلی که قرار بود در شب دوم این رویداد با لایرا والکیریا تیم شده و برای کمربند قهرمانی تگ تیم زنان مسابقه دهد، در پشت صحنه توسط یک مهاجم ناشناس مورد حمله قرار گرفت. در شب دوم، بکی لینچ پس از چندین ماه طولانی غیبت به دبلیودبلیوئی بازگشت و هم‌تیمی والکیریا شد و این دو موفق به قهرمانی شدند؛ با این حال آنها شب بعد در شوی راو، کمربندان خود را به قهرمانان سابق، لیو مورگان و راکل رودریگز باختند. پس از مسابقه، لینچ به والکیریا که پین شده بود حمله کرد و برای اولین بار از سال ۲۰۲۲ هیل (شخصیت منفی) شد. هفته بعد، لینچ فاش کرد که کسی که به بیلی حمله کرده بود، او بوده و هم‌چنین اظهار داشت که به دلیل دوستی والکیریا با بیلی، که لینچ در سال‌های اخیر مشکلات زیادی با او داشته است، به والکیریا حمله کرد. والکیریا حرف او را قطع کرد و لینچ را به مسابقه در آن شب چلنج کرد، با این حال لینچ نپذیرفت. والکیریا سپس او را به یک مسابقه بر سر عنوان قهرمانی بین قاره‌ای زنان در بکلش چلنج کرد که مورد قبول لینچ واقع شد.
در شوی راو پس از رسلمنیا ۴۱، گانتر با گزارشگران شو، مایکل کول و پت مک‌آفی بحث کرد، زیرا گانتر احساس می‌کرد که این دو پس از باختش در رسلمنیا به او بی‌احترامی کرده‌اند. سپس گانتر به کول حمله کرد که منجر به حمله مک‌آفی به گانتر در دفاع از کول شد، اما در این درگیری گانتر بر مک‌آفی غلبه و او را خفه کرد. متعاقبا، گانتر توسط آدام پیرس، مدیر شوی راو، جریمه و محروم شد. هفته بعد، مک‌آفی گفت که می‌خواهد با گانتر مبارزه کند و از نیک آلدیس، مدیر شوی اسمک‌داون که آن شب موقتا و در غیبت پیرس در حال اداره شوی راو بود، درخواست کرد که محرومیت گانتر را لغو کند. آلدیس این پیشنهاد را رد کرد اما در عوض آن پیشنهاد مسابقه‌ای بین آنها در بکلش را داد که با پذیرش مک‌‌آفی مواجه شد.
در شب اول رسلمنیا ۴۱، جیکوب فاتو با شکست دادن ال ای نایت، قهرمان جدید عنوان ایالات متحده شد و یک روز بعد در شب دوم، درو مکینتایر در یک مسابقه خیابانی بدون قانون، دیمین پریست را مغلوب کرد. در شوی اسمک‌داون بعد از رسلمنیا و در جریان جشن بلادلاین، نایت حرف فاتو را قطع کرد و خواهان مسابقه با او شد. مکینتایر نیز حرف او را قطع کرد و پس از مسخره کردن پریست، خواهان مسابقه بر سر عنوان قهرمانی شد. نیک آلدیس، مدیر شوی اسمک‌داون نیز مسابقه‌ای بین نایت و مکینتایر برای تعیین مدعی شماره ۱ عنوان قهرمانی برای مسابقه دادن مقابل فاتو برنامه‌ریزی کرد؛ اما در طول این مسابقه، پریست به مکینتایر و سولو سیکوا به نایت حمله کرد، با این حال داور فقط متوجه حمله پریست شد و مکینتایر با دیسکالیفه، پیروز این مسابقه شد. پس از پایان مسابقه نیز فاتو به هر دوی آنها حمله کرد. در شوی هفته بعد، نایت و پریست به‌دلیل دخالت سیکوا در یک مسابقه بدون قانون با یک‌دیگر روبه‌رو شدند که این مسابقه هم با دیسکالیفه به اتمام رسید و به همین خاطر، آلدیس برای رویداد بک‌لش مسابقه سه نفره‌ای بین فاتو، پریست و نایت ثبت کرد؛ با این حال سیکوا پس از آنکه گفت مکینتایر در مسابقه هفته پیش برنده شده و دارای حق دریافت مسابقه بر سر عنوان قهرمانی است، آلدیس، مکینتایر را نیز به این مسابقه افزود.
در شب دوم رسلمنیا ۴۱، دامینیک میستریو از تیم جاجمنت دی، در یک مسابقه چهار نفره که فین بلر، هم تیمی‌اش و پنتا نیز در آن حضور داشتند، بر سر عنوان بین قاره‌ای مسابقه داد و موفق به پیروزی در این مسابقه با پین کردن بلر شد. فردای آن روز و در شوی راو، میستریو پس از دخالت جی‌دی مک‌دونا که پس از مصدومیت به میادین بازگشته بود، با موفقیت از عنوان قهرمانی خود در برابر پنتا دفاع کرد. در شوی هفته بعد راو، پنتا در مسابقه تگ تیم بلر و مک‌دونا دخالت کرد و باعث باخت آنان در این مسابقه شد. هفته بعد از آن و در جریان شوی راو به تاریخ ۵ مه، پنتا با وجود دخالت بلر و کارلیتو، موفق به شکست مک‌دونا شد. بعدا در همان شب اعلام شد که میستریو بایستی از عنوان قهرمانی بین قاره‌ای خود در برابر پنتا در بک‌لش دفاع کند.

## نتایج
| #                                                     | نتایج                                                                | نوع مسابقه                                                           | مدت زمان |
| ----------------------------------------------------- | -------------------------------------------------------------------- | -------------------------------------------------------------------- | -------- |
| ۱                                                     | جیکوب فاتو (c) پیروز در مقابل ال ای نایت، دیمین پریست و درو مکینتایر | مسابقه ۴ نفره برای عنوان قهرمانی ایالات متحده دبلیودبلیوئی           | ۱۷:۵۵    |
| ۲                                                     | لایرا والکیریا (c) پیروز در مقابل بکی لینچ                           | مسابقه تک به تک عادی برای عنوان قهرمانی زنان بین قاره‌ای دبلیودبلیوئی | ۱۸:۴۵    |
| ۳                                                     | دامینیک میستریو (c) پیروز در مقابل پنتا                              | مسابقه تک به تک عادی برای عنوان قهرمانی بین قاره‌ای دبلیودبلیوئی      | ۹:۲۰     |
| ۴                                                     | گانتر پیروز در مقابل پت مک‌آفی                                        | مسابقه تک به تک عادی                                                 | ۱۴:۰۰    |
| ۵                                                     | جان سینا (c) پیروز در مقابل رندی اورتن                               | مسابقه تک به تک عادی برای عنوان قهرمانی بی چون و چرای دبلیودبلیوئی   | ۲۷:۵۰    |
| - (c) – نشان‌دهنده قهرمان(هایی) است که به میدان می‌روند |                                                                      |                                                                      |          |